# PlayStation 5
« PS5 » redirige ici. Pour les autres significations, voir PS5 (homonymie).
La PlayStation 5 (abrégée officiellement en PS5) est la console de jeux vidéo de salon de neuvième génération développée par Sony Interactive Entertainment. Elle est commercialisée le 12 novembre 2020 aux États-Unis, au Canada, en Australie et au Japon, puis le 19 novembre en Europe et dans le reste du monde. Elle succède à la PlayStation 4, bien que cette dernière reste commercialisée en parallèle.
Au 30 juin 2025, Sony a distribué plus de 80,3 millions de consoles dans le monde, ce qui en fait la 11e console la plus vendue.

## Historique

### Développement et rumeurs
La conceptualisation et le développement de la PlayStation 5 débutent dès 2015. Elle est officiellement évoquée lors d'une entrevue accordée par Mark Cerny, concepteur de la PlayStation 4 et de la prochaine console, pour le site web Wired en Californie le 16 avril 2019. Il y dévoile les futures fonctionnalités de cette dernière. Quelques jours plus tard, Sony confirme aux journalistes et aux actionnaires que la sortie de la console n'est pas prévue pour les douze prochains mois, ce qui exclut toute hypothèse d'une sortie début 2020.

### Annonce et officialisation
Le nom de la console a été officialisé le 8 octobre 2019 et suit la dénomination habituelle. La console comporte des évolutions notables, comme la prise en charge du ray tracing (exploitant une variante personnalisée de la famille Navi d’AMD Radeon), la compatibilité avec les télévisions à 120 Hz jusqu'en définition 4K via un port HDMI 2.1, processeur de huit cœurs amélioré (puce AMD reposant sur la microarchitecture Zen 2), une puce audio plus performante pour une gestion du son en trois dimensions et d'un SSD « très rapide » à la place d'un disque dur pour diminuer considérablement les temps de chargement. La rétro-compatibilité avec les jeux PS4 et la compatibilité avec la réalité virtuelle ont été annoncées, pour cette dernière via la prise en charge du PlayStation VR,,,,.
Le 8 octobre 2019, Jim Ryan annonce que la PlayStation 5 sera disponible pour les fêtes de fin d'année 2020. À cette occasion, il confirme officiellement la dénomination PlayStation 5 de la console, ainsi que tous les détails techniques dévoilés jusque-là, comme le support matériel du ray tracing ou encore la manette de jeu à résistance haptique avec vibrations HD.
Le 7 janvier 2020, Jim Ryan dévoile le logo de la console lors de la conférence du Consumer Electronic Show du constructeur. Le 4 février 2020, la page officielle de la PlayStation 5 est mise en ligne.
Le 14 février 2020, l'agence de presse Bloomberg évoque une incapacité pour le constructeur Sony de fixer le coût de production de la PS5 en dessous des 400 dollars comme ce fut le cas avec la PS4. L'utilisation massive de mémoire flash (RAM, SSD) ainsi que d'un système de dissipation thermique amélioré engendrant un surcoût, Bloomberg avance ainsi un coût de production unitaire de la PS5 autour de 450 dollars. Toujours selon ce même journal, le prix de vente de la console serait en voie d'être finalisé et un débat subsisterait au sein de la firme : vendre la console à perte pour concurrencer Microsoft ou bien devenir rentable dès la sortie de la machine. Malgré l'épidémie du coronavirus, il semblerait que cela n'ait pas eu encore d'incidence sur les préparatifs de la production de la console. La présentation des résultats financiers du constructeur Sony, le 13 mai 2020, confirme que la production n'est pas retardée malgré quelques changements organisationnels et que la console reste programmée pour une sortie fin 2020.
Bloomberg annonce également qu'un nouveau casque de réalité virtuelle pour la console est en préparation et que sa sortie serait prévue après le lancement de la PS5. En 2019, le vice président du département recherche et développement PlayStation, Dominic Mallinson, déclare lors de la convention Collision de Toronto, s'intéresser de près à la technologie sans-fil pour la conception de casques de réalité virtuelle,. Il souhaite aussi l'intégration du HDR, du eye tracking ainsi qu'un élargissement du champ visuel à 120°. Il suggère enfin une offre déclinée en deux modèles : entrée de gamme et haut de gamme.
Le 7 avril 2020, c'est via le PlayStation Blog que Sony dévoile la manette : la DualSense. Celle-ci est équipée de vibrations haptiques, de gâchettes adaptatives et d'un microphone intégré. Initialement, le dévoilement de la manette n'était pas prévu à cette date-là, mais en même temps que la date de dévoilement de la console et de son architecture (soit le 11 juin) , son dévoilement précoce s'explique par la menace de fuites sur Internet de la part de gens informés à l'avance le design et le nom de cette dernière, afin de contrer les fuites, Sony décida de dévoiler officiellement la manette deux mois à l'avance.
Le 13 mai 2020, Epic Games annonce l'Unreal Engine 5 avec une démo technique tournant sur un kit de développement de PS5. Le moteur sera disponible en 2021. La version 4 du moteur est déjà prête et compatible PS5 dans sa mouture 4.25.
Le 11 juin 2020, un événement retransmis en direct sur la chaîne YouTube de PlayStation, Sony Interactive Entertainment présente les nombreux jeux qui arriveront sur la console ainsi que le design et le prix de cette dernière. On apprend alors que deux versions seront proposées à la vente : l'une équipée d'un lecteur Blu-Ray UHD, et l'autre dédiée uniquement aux jeux dématérialisés sans lecteur de disque. Le 16 septembre 2020, une présentation en direct sur la chaîne YouTube de PlayStation dévoile la date de sortie et le prix de la version standard et de la Digital Edition, ainsi que le PlayStation Plus Collection qui inclura dans l'offre PlayStation Plus de nombreux jeux PS4.
Le 8 octobre 2020, un article publié sur le site de PlayStation indique que seulement 10 jeux PlayStation 4 ne sont pas rétrocompatibles avec la PlayStation 5. Le 9 octobre 2020, un article publié sur le PlayStation Blog vient préciser la rétrocompatibilité. Certains jeux bénéficient d'une fonctionnalité de boost sur PS5, qui se traduit par un nombre d'images par seconde plus élevé et/ou plus stable et/ou une meilleure définition. Les sauvegardes des jeux PS4 sont transférables.

### Sortie
La console sort le 12 novembre 2020 aux États-Unis, au Canada, au Mexique, en Australie, en Nouvelle-Zélande, en Corée du Sud et au Japon, puis le 19 novembre en Europe et dans le reste du monde. Dès la sortie de la console, de nombreuses ruptures de stock sont à déplorer.
En janvier 2021, la PS5 s'écoule encore au compte-gouttes. En effet, la demande de consoles est beaucoup plus forte que ce que le constructeur avait prévu, notamment à cause du confinement dû à la COVID-19. AMD, le fabricant des puces de la PlayStation 5 et des Xbox Series, rencontre des difficultés avec le sous-traitant auquel il fait appel pour fabriquer certains composants desdites puces, TSMC, qui a lui-même du mal à s'approvisionner en substrat ABF, nécessaire à la fabrication du SoC de la console.
Le 3 février 2021, Sony publie un rapport sur ses gains du troisième trimestre 2020, selon lequel la console y est vendue à perte, du fait de son coût de production mal évalué.
La première mise à jour majeure du logiciel système est annoncée pour le 14 avril 2021. Le site FRAndroid indique qu'elle « va étendre les fonctionnalités de la console en permettant notamment une gestion plus simple du stockage de la console, mais également davantage de fonctions sociales ou d’options de personnalisation ».
En août 2022, Sony annonce l'augmentation du prix de la console dans plusieurs régions du monde, comme l'Europe ou le Japon mais pas les États-Unis, du fait de « l'environnement économique mondial, notamment des taux d'inflation élevés ainsi que des tendances monétaires défavorables ».
En janvier 2023, Sony annonce la fin des ruptures de stocks de la console à travers le monde.
En avril 2025, une deuxième augmentation de prix de la console en version digitale est annoncée, tandis que le prix du lecteur de disque externe est baissé.

## Architecture matérielle

### Console

#### Design original
Le design de la PlayStation 5 et de la PlayStation 5 Digital sont révélées à la fin de l'événement retransmis en direct sur la chaîne YouTube de PlayStation le 11 juin 2020. Les consoles reposent sur un socle fourni par le constructeur et peuvent indifféremment être posées verticalement ou horizontalement (il est à noter que si la console est posée à la verticale, le socle doit se fixer à la console à l'aide d'une vis incluse permettant d'assurer sa stabilité). Les consoles originales sont formées par un bloc central noir brillant, où viennent se clipser deux plaques de couleur blanche mate. La version avec lecteur Blu-ray se distingue de la version numérique par un bombement de la plaque au niveau dudit lecteur.
Lorsque la console est positionnée à la verticale, la partie supérieure est éclairée d'une lumière, bleue lors de l'allumage, et orange en mode repos et lors de l'extinction. La console pèse 4,5 kilogrammes pour le modele CFI-1000A, 4,2 kilogrammes pour le modèle de révision CFI-1100A, 3,9 kilogrammes pour le modèle de révision CFI-1200A et mesure 390 mm de largeur, 260 mm de profondeur et 104 mm d'épaisseur. La version numérique pèse quant à elle 3,9 kilogrammes pour le modèle CFI-1000B, 3,6 kilogrammes pour la première révision (CFI-1100B), 3,4 kilogrammes pour la deuxième révision (CFI-1200B) et pour des dimensions identiques hormis l'épaisseur qui passe à 92 mm.[réf. nécessaire]
Lors d'un entretien, Jim Ryan, président de Sony Interactive Entertainment, explique que le design est « audacieux et risqué, à dessein, et que la société voulait quelque chose de futuriste, qui va de l'avant, quelque chose pour les années 2020 ».
Le 3 novembre 2024, pour fêter le 30e anniversaire de la PlayStation, Sony a sorti une version anniversaire de la PS5 à son effigie, comme précédemment pour la PS4.

#### Révisions matérielles

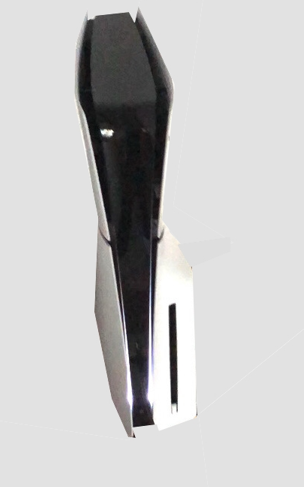
La PS5 Slim, sortie en 2023.

En octobre 2023, Sony dévoile le design de la nouvelle version Slim de la PS5, commercialisé en remplacement du modèle original actuel, avec une réduction de 30% de son volume, ainsi que de son poids abaissé de 18 à 24 %. La console dispose également d'un lecteur de disque légèrement revu avec la possibilité désormais de dissocier le lecteur au système principal en enlevant la plaque prévu à cet effet. Sony prévient néanmoins aux joueurs que cette option nécessite une connexion internet obligatoire après l'association du lecteur à la console. Enfin, l'espace de stockage de la PS5 Slim se vante d'une amélioration de l'espace de stockage pouvant atteindre 1 To bien que le stockage réel disponible est bien en dessous des promesses du constructeur. La Playstation 5 Slim est sortie en novembre 2023 avec l'édition digitale et l'édition standard toujours possible à l'achat,.
Le 10 septembre 2024, la PlayStation 5 Pro est annoncée par Sony, avec notamment un GPU plus rapide et un ray tracing amélioré pour une sortie mondiale le 7 novembre 2024. Le prix (700 dollars aux États-Unis, 800 euros en Europe) est largement critiqué par les utilisateurs.

#### Caractéristiques techniques
Lors d'une conférence tenue le 18 mars 2020, Mark Cerny a confirmé les principales caractéristiques techniques de la PS5.
|                                   | PS5 / PS5 Slim | PS5 Pro |
| --------------------------------- | --- | --- |
| Microprocesseur                   | SoC Ryzen Zen 2 (overclocké à 3,5 GHz) | SoC Ryzen Zen 2 (overclocké à 3,85 GHz) |
| Processeur graphique              | Architecture Radeon RDNA 2 (en) Navi, 36 CUs cadencés à 2,23 GHz au maximum (fréquence variable) ; ray-tracing matériel supporté                                                                          | Architecture Radeon RDNA 2, Navi, 60 CUs cadencés à 2.35 GHz au maximum (fréquence variable) ; ray-tracing matériel supporté et amélioré                                        |
| Indice de performance             | 10,28 TFLOPS | 16,7 TFLOPS |
| Mémoire                           | 16 Go GDDR6 (256-bit) | 16 Go GDDR6 + 2 Go DDR5 |
| Finesse de gravure                | 7 nm | 7 nm |
| Technologie de mise à l'échelle   | Non | PSSR |
| Bande passante de la mémoire vive | 448 Go/s | 576 Go/s |
| Puce audio                        | Tempest 3D Audio Tech (son multicanal) | Tempest 3D Audio Tech (son multicanal) |
| Stockage interne                  | SSD NVMe PCIE 4.0 d'une capacité de 825 Go (1000 Go sur la PS5 Slim) | SSD NVMe PCIE 4.0 d'une capacité de 2 To |
| Stockage supplémentaire           | Port M.2 pour SSD NVMe PCIE 4.0 (dimensions : 38, 42, 60 ou 80 mm) avec une capacité comprise entre 250 Go et 4 To et une vitesse Minimum de 5 500 Mo/s en lecture séquentielle                           | Port M.2 pour SSD NVMe PCIE 4.0 (dimensions : 38, 42, 60 ou 80 mm)avec une capacité comprise entre 250 Go et 4 To et une vitesse Minimum de 5 500 Mo/s en lecture séquentielle  |
| Stockage externe                  | Disque dur externe via USB (disponible uniquement pour installer et jouer aux jeux PS4 et stocker les jeux PS5, sans possibilité de lancer les jeux ps5 depuis le périphérique)                           | Disque dur externe via USB (disponible uniquement pour installer et jouer aux jeux PS4 et stocker les jeux PS5, sans possibilité de lancer les jeux ps5 depuis le périphérique) |
| Opérations d'entrée / sortie      | 5,5 Go/s (brut) ou 17,38 Go/s (compressé) | 5,5 Go/s (brut) ou 17,38 Go/s (compressé) |
| Connectivité                      | WiFi 6, Ethernet, Bluetooth 5.1 | WiFi 7, Ethernet, Bluetooth 5.1 |
| Lecteur optique                   | Lecteur Blu-ray Ultra HD | Lecteur Blu-ray Ultra HD |
| Sortie vidéo                      | HDMI 2.1 compatible VRR, pouvant offrir une définition 8K | HDMI 2.1 compatible VRR, pouvant offrir une définition 8K |
| Poids                             | PS5 : 4,5 kg (nov. 2020), 4,2 kg (août 2021), 3,9 kg (août 2022) PS5 Edition numérique : 3,9 kg (nov. 2020), 3,6 kg (août 2021), 3,4 kg (août 2022) PS5 Slim : 3,2 kg PS5 Slim Edition numérique : 2,6 kg | 3,1 kg |
| Prix                              | 549,99 € (Edition standard) / 499,99 € (Edition numérique) | 799,99 € |

En marge du partenariat du constructeur avec l'alliance Playing for the Planet, la consommation électrique de la console en veille est moindre que celle de la PlayStation 4 (0,5 W),.

### Manette

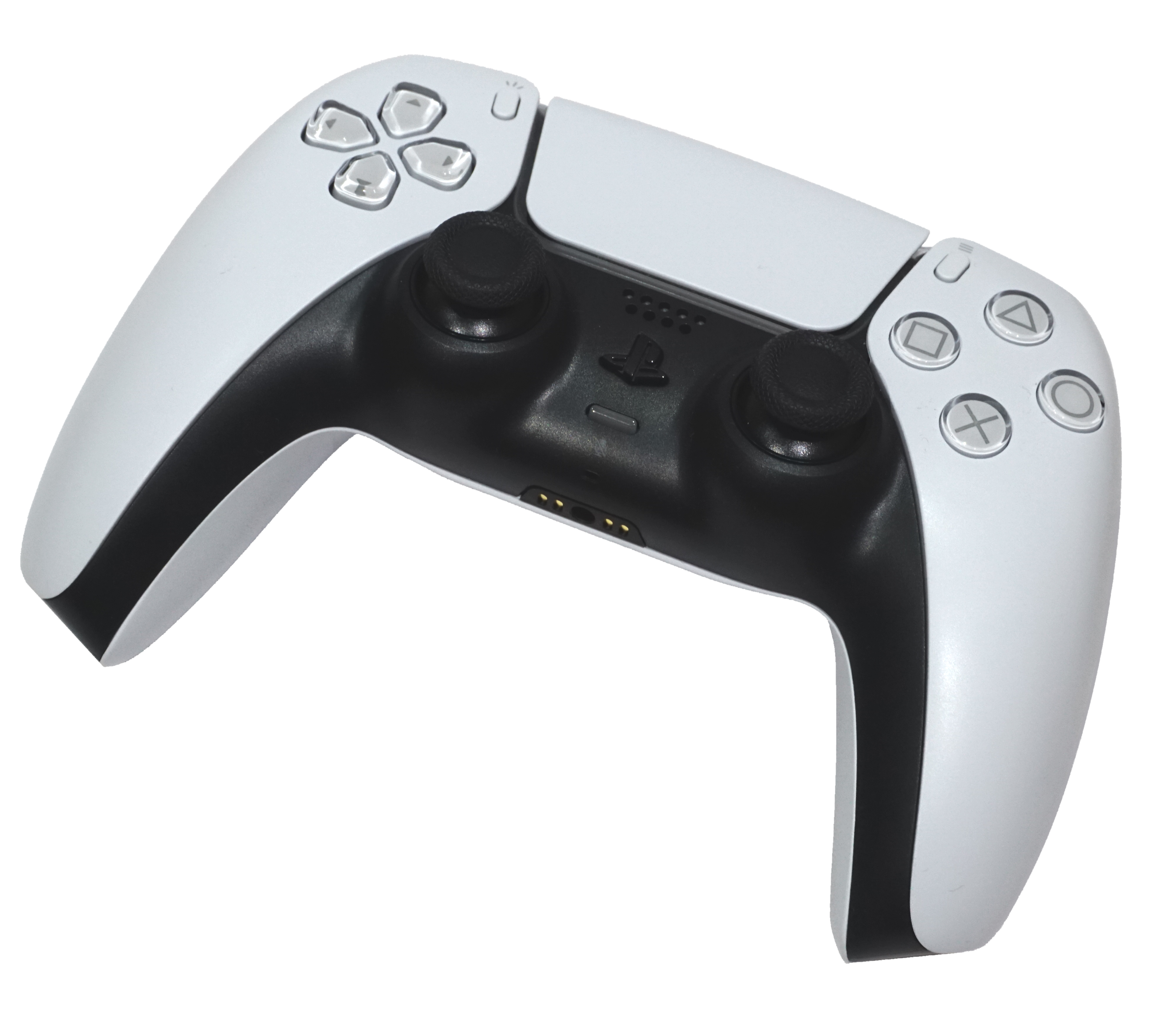
La manette DualSense.

La DualSense est la manette officielle de la PlayStation 5. Elle est présentée le 7 avril 2020 sur le blog PlayStation, et remplace la DualShock 4 qui équipe la PlayStation 4.
Elle est la première manette PlayStation à être bicolore (blanche sur la partie supérieure, noire sur la partie inférieure). Elle est dotée comme la DualShock 4 d'un pavé tactile cliquable et d'une LED lumineuse bleue. Son design est plus massif que ceux des précédents contrôleurs PlayStation, et se rapproche de celui des manettes Xbox. Elle se recharge à l'aide d'un connecteur USB Type-C et intègre une batterie, tout comme ses prédécesseurs même si sensiblement plus grande passant de 1 000 mAh à 1 560 mAh.
Sony met en avant les fonctionnalités haptiques de sa nouvelle manette, qui selon l'entreprise, vont permettre de renforcer l'immersion dans le jeu. Le retour de force des gâchettes L2 et R2 combiné aux vibrations précises permises par les nouveaux moteurs haptiques, pourraient faire ressentir la tension de la corde d'un arc ou d'une pédale d’accélérateur, ou encore les différences de revêtements d'une route.
La manette intègre aussi un microphone permettant d'assurer une conversation entre joueurs. Un haut-parleur est également de la partie. Cette dernière aura également la capacité de reconnaître automatiquement son utilisateur.
En janvier 2023, Sony dévoile le projet Leonardo, un kit de contrôleurs interchangeables dédié à l'accessibilité en développement pour la PlayStation 5.
De plus, Sony a sorti une version améliorée de la DualSense, la DualSense Edge, en janvier 2023.

### Autres accessoires
La console est compatible avec le PlayStation VR, tandis qu'une nouvelle version PlayStation VR2 est sortie en 2023.

## Jeux
Le 29 mai 2020, Sony annonce un événement pour le 4 juin 2020 qui montrera les premiers jeux de la console, qui sera finalement reporté au 11 juin. Rockstar Games annonce lors de cette conférence que GTA V, jeu le plus vendu sur PlayStation 3 , bénéficiera d'une version améliorée pour la PlayStation 5.
Il est à noter que la PS5 comporte un jeu gratuit pré-installé sur la console, nommé Astro's Playroom. Celui-ci exploite toutes les capacités de la nouvelle manette DualSense.
Outre les jeux disponibles en version physique, tous les jeux sont téléchargeables en version numérique à partir du PlayStation Store.

### Exclusivités
À l'aide de ses dix-neuf PlayStation Studios (Polyphony Digital, Naughty Dog, Insomniac Games, Santa Monica Studio, Sucker Punch, Guerrilla Games, Media Molecule, Bend Studio, Team Asobi, SIE London Studio, SIE San Diego Studio, SIE San Mateo Studio, Pixelopus, Housemarque, Bluepoint Games, Nixxes Software, Firesprite, Haven Studio, Savage Game Studio), ou de développeurs tiers, Sony propose de multiples jeux exclusifs à la PlayStation 5.
Certains de ces jeux sont des exclusivités console temporaires, et sont aussi disponibles sur Windows par l'intermédiaire de Steam et/ou de l'Epic Games Store.
| Date de sortie    | Nom du jeu                                    | Développeur                | PlayStation 5 | PlayStation 4 | Windows        |
| ----------------- | --------------------------------------------- | -------------------------- | ------------- | ------------- | -------------- |
| 19 novembre 2020  | Astro's Playroom                              | SIE Japan Studio           | Oui           | Non           | Non            |
| 19 novembre 2020  | Marvel's Spider-Man: Miles Morales            | Insomniac Games            | Oui           | Oui           | Oui            |
| 19 novembre 2020  | Demon's Souls Remake                          | Bluepoint Games            | Oui           | Non           | Non            |
| 19 novembre 2020  | Sackboy: A Big Adventure                      | Sumo Digital               | Oui           | Oui           | Oui            |
| 2 février 2021    | Destruction AllStars                          | Lucid Games (en)           | Oui           | Non           | Non            |
| 30 avril 2021     | Returnal                                      | Housemarque                | Oui           | Non           | Oui            |
| 11 juin 2021      | Ratchet and Clank: Rift Apart                 | Insomniac Games            | Oui           | Non           | Oui            |
| 20 août 2021      | Ghost of Tsushima Director's Cut              | Sucker Punch               | Oui           | Oui           | Oui            |
| 21 septembre 2021 | Kena: Bridge of Spirits                       | Ember Lab                  | Oui           | Oui           | Oui            |
| 8 février 2022    | Sifu                                          | Sloclap                    | Oui           | Oui           | Oui            |
| 18 février 2022   | Horizon Forbidden West                        | Guerrilla Games            | Oui           | Oui           | Oui            |
| 4 mars 2022       | Gran Turismo 7                                | Polyphony Digital          | Oui           | Oui           | Non            |
| 2 septembre 2022  | The Last of Us Part I                         | Naughty Dog                | Oui           | Non           | Oui            |
| 9 novembre 2022   | God of War Ragnarök                           | SIE Santa Monica Studio    | Oui           | Oui           | Oui            |
| 24 janvier 2023   | Forspoken                                     | Luminous Productions (en)  | Oui           | Non           | Oui            |
| 22 février 2023   | Horizon Call of the Mountain                  | Guerrilla Games Firesprite | Oui           | Non           | Non            |
| 16 mai 2023       | Humanity                                      | tha LTD.                   | Oui           | Oui           | Oui            |
| 22 juin 2023      | Final Fantasy XVI                             | Square Enix                | Oui           | Non           | Oui            |
| 20 octobre 2023   | Marvel's Spider-Man 2                         | Insomniac Games            | Oui           | Non           | Oui            |
| 1 février 2024    | Granblue Fantasy: Relink                      | Cygames                    | Oui           | Oui           | Oui            |
| 8 février 2024    | Helldivers 2                                  | Arrowhead Game Studios     | Oui           | Non           | Oui            |
| 29 février 2024   | Final Fantasy VII Rebirth                     | Square Enix                | Oui           | Non           | Oui            |
| 22 mars 2024      | Rise of the Rōnin                             | Team Ninja                 | Oui           | Non           | Oui            |
| 26 avril 2024     | Stellar Blade                                 | Shift Up                   | Oui           | Non           | Oui            |
| 6 septembre 2024  | Astro Bot                                     | Team Asobi                 | Oui           | Non           | Non            |
| 26 juin 2025      | Death Stranding 2: On the Beach               | Kojima Productions         | Oui           | Non           | Non            |
| 2026              | Saros                                         | Housemarque                | Oui           | Non           | Non            |
| Non annoncée      | Intergalactic: The Heretic Prophet            | Naughty Dog                | Oui           | Non           | Aucune annonce |
| Non annoncée      | Marvel's Wolverine                            | Insomniac Games            | Oui           | Non           | Aucune annonce |
| Non annoncée      | Star Wars: Knights of the Old Republic Remake | Saber Interactive          | Oui           | Non           | Oui            |

### Rétrocompatibilité
Mark Cerny annonce lors de la conférence révélant les capacités techniques de la PlayStation 5 du 18 mars 2020, que la PlayStation 5 sera rétrocompatible avec la grande majorité des jeux PlayStation 4.
En effet, seulement six jeux et une démo PlayStation 4 ne sont pas rétrocompatibles avec la PlayStation 5 :
- Afro Samurai 2 Revenge of Kuma Volume One ;
- Just Deal With It! ;
- Robinson: The Journey ;
- We Sing ;
- Hitman Go: Definitive Edition ;
- Shadwen ;
- Silent Hill PT[66].

La PlayStation 5 n'est pas rétrocompatible physiquement avec les jeux des trois premières consoles de la gamme PlayStation. Toutefois, comme pour la PlayStation 4, la PlayStation 5 propose une rétrocompatibilité en ligne via le cloud, à l'aide de son service de streaming : le PlayStation Now. Il s'agit d'un système de streaming de jeux, qui permet à l'utilisateur de jouer à des jeux PS1, PS2, PS3 et PS4 sur PS5 avec un système d'abonnement payant. Certains jeux rétrocompatibles bénéficient d'une fonctionnalité de boost sur PS5, qui se traduit par un nombre d'images par seconde plus élevé ou plus stable et/ou une meilleure définition, voire des meilleurs graphismes. Les sauvegardes des jeux PS4 sont transférables.

## Ventes
Le 28 octobre 2020, Jim Ryan affirme que la PS5 a été plus précommandée en 12 heures que la PS4 ne l'a été en 12 jours. DigiTimes estime qu'environ 3,4 millions de PS5 ont été vendues durant les quatre premières semaines suivant la sortie de la console.
Au 31 décembre 2020, la PlayStation 5 s'est vendue à 4,5 millions d'exemplaires à travers le monde.
Au 31 mars 2021, les ventes de PS5 s'élèvent à 7,8 millions, ce qui est mieux que les 7 millions de PlayStation 4 sur ses cinq premiers mois de commercialisation.
Au 30 juin 2021, la PS5 dépasse les 10 millions de ventes.
Au 31 mars 2022, elle s'est vendue à 19,3 millions d'exemplaires.
Début janvier 2023, Sony annonce que la console s'est écoulée à plus de 30 millions d'exemplaires.
Le 27 juillet 2023, Sony annonce avoir vendu 40 millions de consoles en date du 16 juillet 2023,.
En décembre 2023, Sony rapporte la vente de plus de 50 millions de consoles.
Le 14 mai 2024, Sony annonce avoir distribué 59,3 millions de consoles en date du 31 mars 2024.
Au cours de son bilan fiscal en novembre 2024, Sony rapporte la vente de 65,5 millions de PS5,.
Le 31 décembre 2024, le parc installé de PS5 est de 75 millions dans le monde.
La console dépasse ensuite les 80 millions d'exemplaires distribués au 30 juin 2025.